# Karri Turner

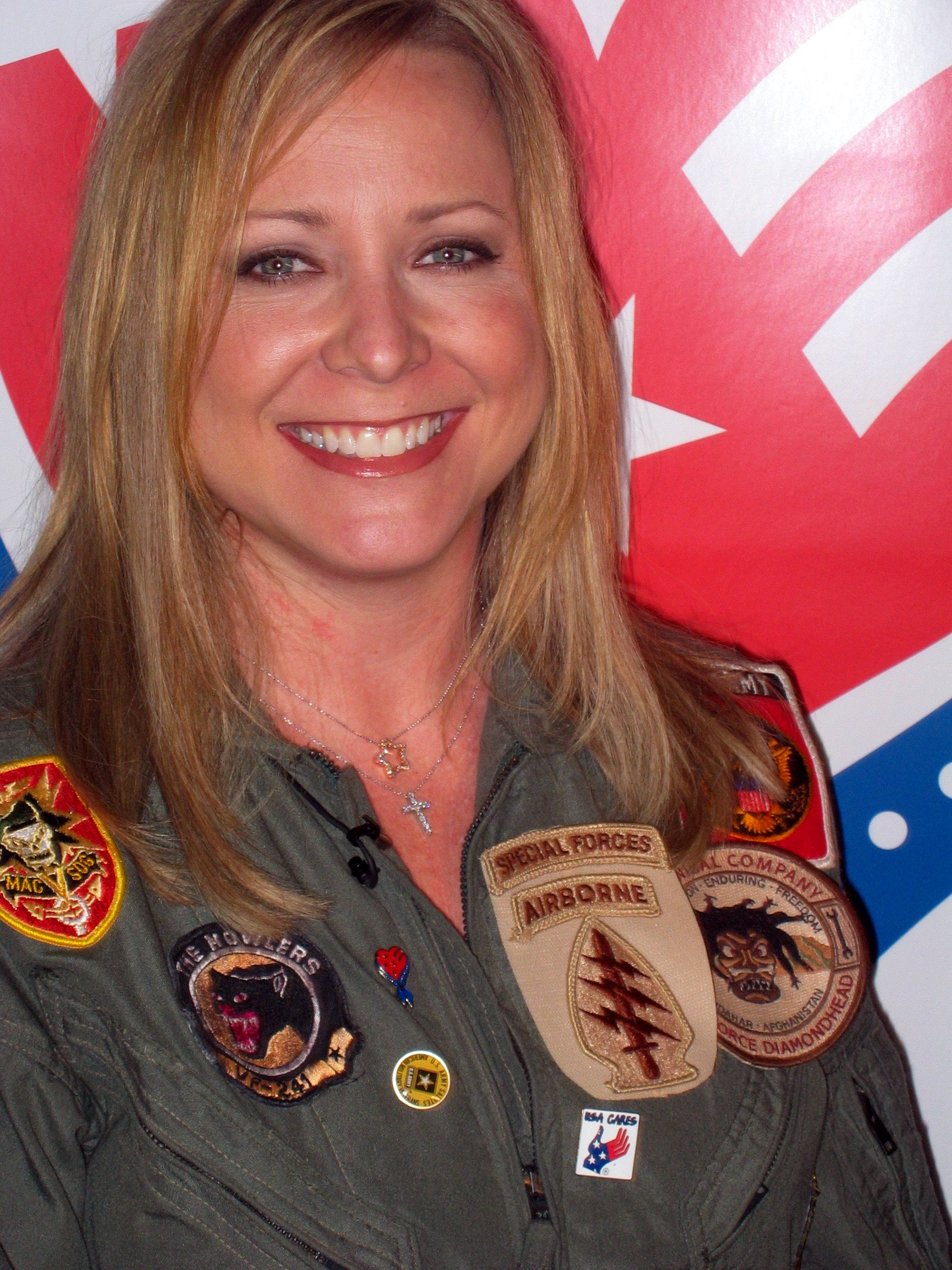
Karri Turner (2005)

Karri Kathleen Turner (* 21. Dezember 1966 in Fort Worth, Texas) ist eine US-amerikanische Schauspielerin, die durch ihre Rolle der Harriet Sims in der Fernsehserie JAG – Im Auftrag der Ehre bekannt wurde.

## Leben
Turner wuchs in Bentonville in Arkansas auf und studierte anschließend an der Oral Roberts Universität. Sie zog dann nach Kalifornien und besuchte die American Academy of Dramatic Arts. In Kalifornien war sie dann einige Zeit Mitglied in einer Comedy-Truppe.
Von 1997 bis 2005 spielte sie die Rolle der Harriet Sims in der US-Fernsehserie JAG, daneben spielte sie auch in einigen Theaterstücken mit, so in Godspell, in Charley's Tante und war auch verschiedentlich in anderen Fernsehserien zu sehen, so etwa in Caroline in the City, in Akte X oder als Sprecherin in der Comic-Serie South Park.

Karri Turner arbeitet zurzeit als Entertainerin der US-Truppen, die im Irak oder Afghanistan stationiert sind. Sie hat an neun Touren vom United Service Organizations teilgenommen.

## Filmografie
- 1994: Wild Oats (Fernsehserie, 3 Folgen)
- 1996: One Minute to Air (Fernsehserie)
- 1996–1997: Caroline in the City (Fernsehserie, 2 Folgen)
- 1997: Susan (Suddenly Susan, Fernsehserie, Folge 1x16)
- 1997: Who’s the Caboose?
- 1997: South Park (Fernsehserie, 2 Folgen, Stimme)
- 1997: Akte X – Die unheimlichen Fälle des FBI (The X-Files, Fernsehserie, 2 Folgen)
- 1997–2005: JAG – Im Auftrag der Ehre (JAG, Fernsehserie, 112 Folgen)
- 2003: The Date (Kurzfilm)
- 2006: Heroes (Fernsehserie, 2 Folgen)
- 2007: The Sarah Silverman Program. (Fernsehserie, Folge 2x03)
- 2008: Get Smart
- 2008: Big Fat Important Movie (An American Carol)
- 2009: Hurricane in the Rose Garden
- 2011: The Bouncer (Kurzfilm)
- 2020–2021: Navy CIS (Navy NCIS, Fernsehserie, 2 Folgen)